# Ju (Rizhao)
Ju (chinesisch 莒县, Pinyin Jǔ Xiàn; früher (bis 1913) Juzhou) ist ein ostchinesischer Kreis in der Provinz Shandong. Er gehört zum Verwaltungsgebiet der bezirksfreien Stadt Rizhao. Ju hat eine Fläche von 1.950 km² und zählt 995.552 Einwohner (Stand: Zensus 2010). Sein Hauptort ist die Großgemeinde Chengyang (城阳镇).

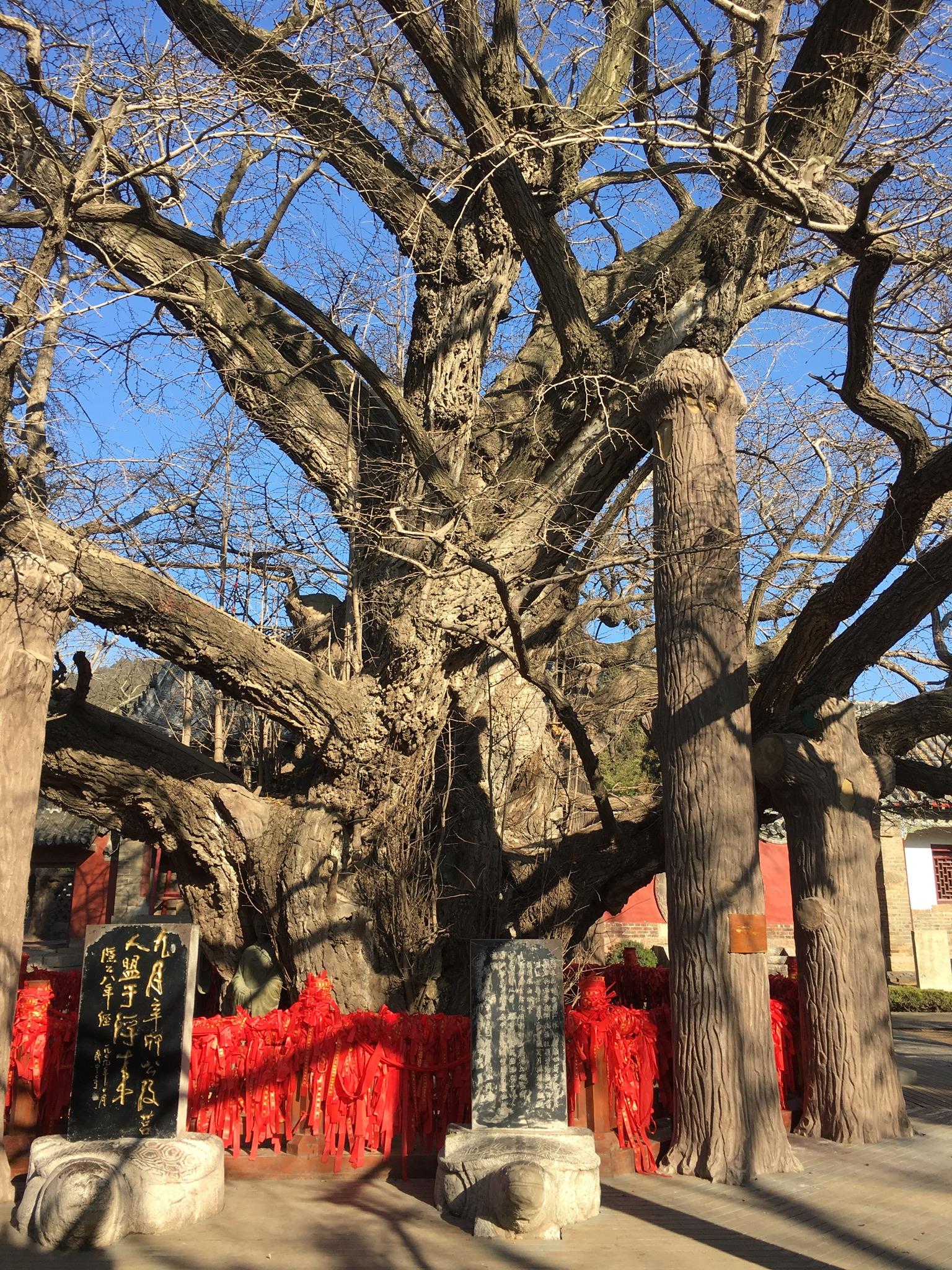
Ginkgobaum beim Dinglintempel

Das Fulaishangebiet (chinesisch 浮来山景区, Pinyin Fúláishān Jǐngqū), das sich an der westlichen Grenze des Kreises befindet, ist für einen Ginkgobaum bekannt, der in der Nähe des Dinglintempels wächst (chinesisch 定林寺, Pinyin Dìnglín Sì) und mutmaßlich mehr als 3000 Jahre alt ist. Damit zählt er zu den ältesten Ginkobäumen der Welt.